# Rajesh K. Gupta
Rajesh Kumar Gupta (* 1961) ist ein indisch-US-amerikanischer Informatiker und Systemingenieur.
Gupta studierte Elektrotechnik am IIT in Kanpur mit dem Bachelor-Abschluss 1984 und Elektrotechnik und Informatik an der University of California, Berkeley mit dem Master-Abschluss 1986. Er wurde 1994 an der Stanford University promoviert. Er war bei Intel in drei Prozessor-Design-Teams, war an der University of Illinois at Urbana-Champaign und der University of California, Irvine, bevor er Professor an der University of California, San Diego, wurde.
Er befasst sich mit eingebetteten Systemen, energieeffiziente Systemarchitekturen, Cyber-physischen Systemen (Internet der Dinge). Er arbeitete über Modellierung mit SystemC und die Entwurfssoftware SPARK für parallelisierte High-Level-Synthese.
2019 erhielt er den W. Wallace McDowell Award für grundlegende Beiträge zu Design und Implementation von mikroelektronischen Systems-on-Chip und Cyber-physischen Systemen (Laudatio). Er ist Fellow des IEEE, der Association for Computing Machinery und der American Association for the Advancement of Science.

## Schriften (Auswahl)
- mit G. De Micheli: Hardware-software cosynthesis for digital systems, IEEE Design & Test of Computers, Band 10, 1993, S. 29–41
- Co-synthesis of hardware and software for digital embedded systems, Springer 1995
- mit G. De Micheli: Hardware/software co-design, Proceedings of the IEEE, Band 84, 1997, S. 349–365
- mit  Sumit Gupta, Nikil Dutt, Alexandru Nicolau: SPARK: a parallelizing approach to the high-level synthesis of digital circuits, Kluwer 2004
- als Herausgeber mit Paul Le Guernic u. a.: Formal Methods and Models for System Design : A System Level Perspective, Springer 2004